# Both Sides
Both Sides – piąty album studyjny piosenkarza i perkusisty Phila Collinsa wydany w 1993. Uważany za najbardziej osobistą płytę artysty Both Sides jest znany z tego, że został w całości nagrany i wyprodukowany przez Collinsa, który na jego potrzeby zrezygnował z pomocy jego stałych współpracowników (takich jak Hugh Padgham). Piosenkarz nagrał wszystkie utwory w swoim domowym studio i samodzielnie wyprodukował krążek. Po raz pierwszy także Collins napisał notatki wyjaśniające znaczenie każdej piosenki na płycie.
Collins określa Both Sides jako jeden z tych albumów, z których jest najbardziej dumny. Mroczna i melancholijna, płyta jest powrotem do pierwszych solowych albumów piosenkarza – Face Value i Hello, I Must Be Going!.
W czasopiśmie branżowym Teraz Rock wystawiono płycie ocenę 2 na 5.
Określono go jako reprezentującego m.in. gatunki Art pop i pop/rock.

## Lista utworów
1. "Both Sides of the Story" – 6:43
2. "Can't Turn Back the Years" – 4:40
3. "Everyday" – 5:43
4. "I've Forgotten Everything" – 5:15
5. "We're Sons of Our Fathers" – 6:24
6. "Can't Find My Way" – 5:08
7. "Survivors" – 6:05
8. "We Fly So Close" – 7:33
9. "There's a Place for Us" – 6:53
10. "We Wait and We Wonder" – 7:01
11. "Please Come Out Tonight" – 5:46